# Јавре (Тренто)
Јавре је насеље у Италији у округу Тренто, региону Трентино-Јужни Тирол.
Према процени из 2011. у насељу је живело 315 становника. Насеље се налази на надморској висини од 620 м.